# Smokvica Vela (Kornat)
Smokvica Vela (Smokica Vela, u nekim zemljovidima i Šmokvica) nenaseljeni je otok u hrvatskom dijelu Jadranskog mora. 
Smokvica Vela leži u Nacionalnom parku Kornati jugozapadno od rta Opat na otoku Kornatu. Njegova površina iznosi 1,04 km²., što ga čini najmanjim hrvatskim otokom (otoci ispod 1 km2 su, po definiciji, "otočići"). Dužina obalne crte iznosi 6,17 km. Najviši vrh Veli vrh visok je 95 m.
Na sjevrernoj strani otoka se nalazi svjetionik, a na južnoj uvala Lojena s nekoliko kuća i ugostiteljskih objekata.

## Vanjske poveznice
|  | Zajednički poslužitelj ima još gradiva o temi Smokvica Vela (Kornat) |